# کاراگول (چلیخان)
کاراگول (به ترکی استانبولی: Karagöl) یک منطقهٔ مسکونی در ترکیه است که در چلیخان واقع شده‌است.